# Serpophaga subcristata
El piojito tiquitiqui (Serpophaga subcristata), también conocido como piojito o turí turí (en Paraguay), piojito común (en Argentina) o tiquitiqui común (en Uruguay), es una especie de ave de la familia Tyrannidae, perteneciente al género Serpophaga. Es nativo de América del Sur.

## Distribución y hábitat
Esta especie se distribuye ampliamente desde los Andes del oeste de Bolivia y Argentina, hacia el este por todo el cono Sur, desde el centro de Bolivia por Paraguay, desde el noreste al sur de Brasil (desde Maranhão y sur de Mato Grosso hasta Río Grande del Sur, Uruguay, hasta el norte de la Patagonia argentina.
Esta especie, ampliamente diseminada, es considerada bastante común en una variedad de hábitats naturales, que en la temporada reproductiva incluyen bordes de bosques tropicales, bosques caducifolios, en galería, caatingas, matorrales montanos altos semiáridos, cerrados, espinales, jardines, plantaciones y setos en áreas agriculturadas; desde el nivel del mar hasta los 2000 m de altitud en Brasil, hasta 700 m in Argentina y hasta los 2900 m en Bolivia. Durante la temporada no reproductiva ocurre en el chaco y en una variedad de hábitats abiertos.

## Sistemática

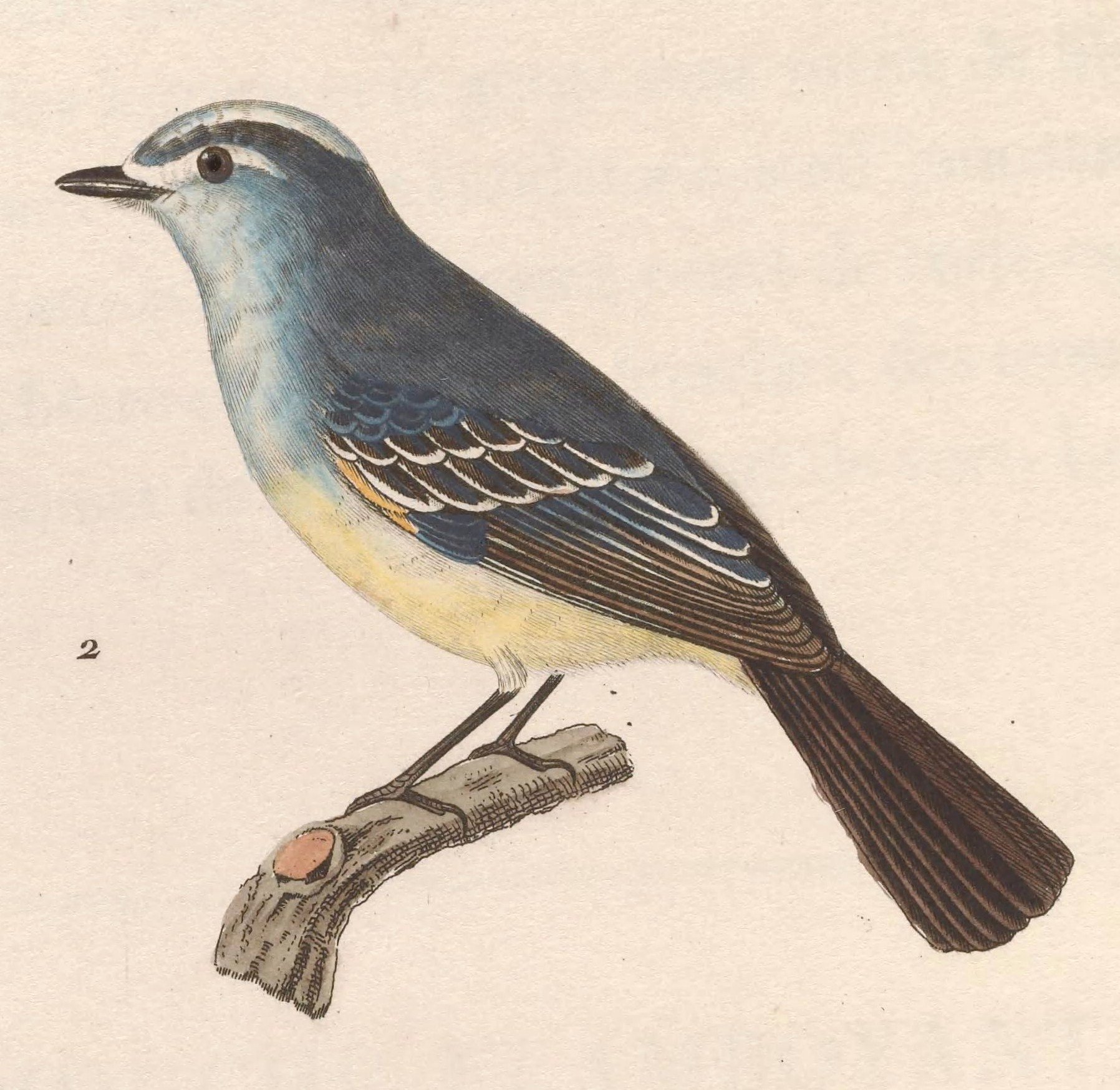
Muscicapa straminea = Serpophaga subcristata straminea, ilustración de Huet y Prêtre en Temminck Nouveau recueil de planches coloriées d'oiseaux, 1838.

### Descripción original
La especie S. subcristata fue descrita por primera vez por el naturalista francés Louis Pierre Vieillot en 1817 bajo el nombre científico Sylvia subcristata; su localidad tipo es: «Paraguay».

### Etimología
El nombre genérico femenino «Serpophaga» se compone de las palabras del griego «serphos» que significa ‘mosquito’, ‘jején’, y «phagos» que significa ‘comer’; y el nombre de la especie «subcristata», se compone de las palabras del latín «sub» que significa ‘ligeramente’, ‘algo’, y «cristatus» que significa ‘crestado’.

### Taxonomía
La historia taxonómica de la presente especie es algo controvertida. El taxón Serpophaga munda fue tratado hasta recientemente como una especie separada, pero fue incluido en la presente con base en las vocalizaciones extremadamente similares (posiblemente idénticas), tiempo de divergencia muy reciente y diferencias morfológicas mínimas; actualmente es tratado como la subespecie Serpophaga subcristata munda por la mayoría de las clasificaciones.

### Subespecies
Según las clasificaciones del Congreso Ornitológico Internacional (IOC) y Clements Checklist/eBird se reconocen tres subespecies, con su correspondiente distribución geográfica:
- Grupo politípico subcristata:
  - Serpophaga subcristata subcristata (Vieillot, 1817) – Bolivia (desde La Paz) y Brasil (al sur desde Maranhão y Mato Grosso) a través de Paraguay hasta Argentina (al sur hasta el noreste de Chubut).
  - Serpophaga subcristata straminea (Temminck, 1822) – este de Brasil y Uruguay.

- Grupo monotípico munda:
  - Serpophaga subcristata munda Berlepsch, 1893 – se reproduce en los Andesdel oeste de Bolivia (al sur desde La Paz) y oeste de Argentina (al sur hasta Neuquén y oeste de Río Negro); migra hacia el este, tanto como la costa del sureste de Brasil y Uruguay, y tan al norte como el centro norte de Bolivia (sur de Beni).